# Мамараимов, Тожимурод Нормуродович
Мамараимов Тожимурод Нормуродович (узб. Tojimurod Normurodovich Mamaraimov; род. в 1957 году) — государственный деятель Республики Узбекистан, хоким Сурхандарьинской области (8 января 2015 года — 16 декабря 2016).

## Биография
По приказу президента Республики Узбекистан, Ислама Каримова: в соответствии с пунктом 15 статьи 93 и статьей 102 Конституции Республики Узбекистан и постановлением Сурхандарьинского областного Кенгаша народных депутатов был назначен на должность хокима Сурхандарьинской области.